# Poronin
Poronin is een dorp in het Poolse woiwodschap Klein-Polen, in het district Tatrzański. De plaats maakt deel uit van de gemeente Poronin en telt 3900 inwoners.

## Verkeer en vervoer
- Station Poronin